# Pourtalosmilia
Pourtalosmilia är ett släkte av koralldjur. Pourtalosmilia ingår i familjen Caryophylliidae.
Kladogram enligt Catalogue of Life:
| Pourtalosmilia | \| \| Pourtalosmilia anthophyllites \| \| \| \| \| \| Pourtalosmilia conferta \| \| \| \| |
|                | \| \| Pourtalosmilia anthophyllites \| \| \| \| \| \| Pourtalosmilia conferta \| \| \| \| |
|                | Pourtalosmilia anthophyllites                                                             |
|                |                                                                                           |
|                | Pourtalosmilia conferta                                                                   |
|                |                                                                                           |